# Andrijevica
Andrijevica (en serbe cyrillique : Андријевица) est une ville et une municipalité du nord-est du Monténégro. En 2003, la ville comptait 1 073 habitants et la municipalité 5 785, dont une majorité de Serbes.
Elle est située dans la région historique du Sandjak.

## Localités de la municipalité d'Andrijevica
La municipalité d'Andrijevica compte 24 localités :

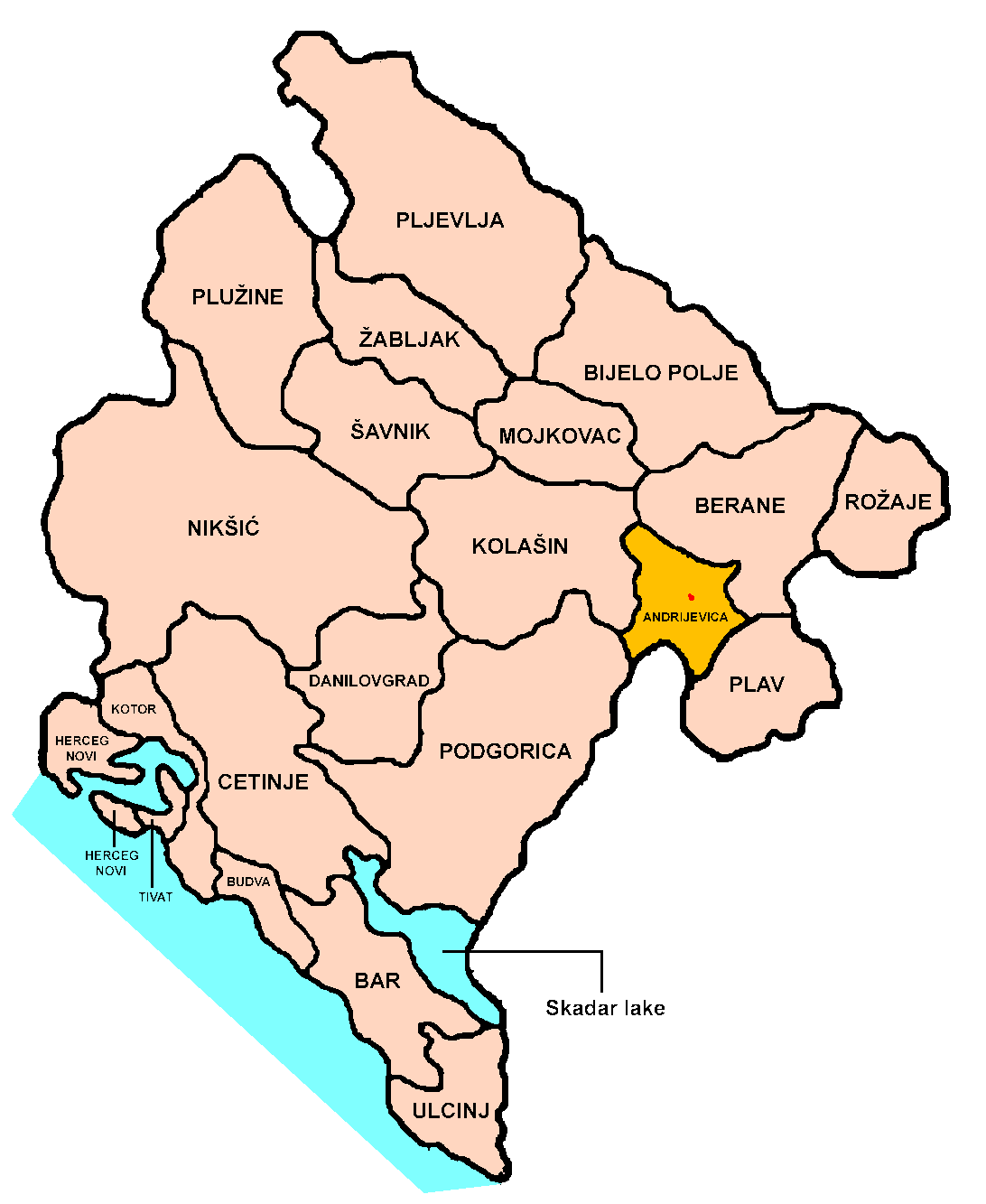
La municipalité d'Andrijevica

| - Andrijevica - Andželati - Božići - Bojovići - Gnjili Potok - Gornje Luge - Gračanica - Dulipolje - Đulići - Zabrđe - Jošanica - Košutići | - Kralje - Kuti - Oblo Brdo - Prisoja - Rijeka Marsenića - Seoca - Sjenožeta - Slatina - Trepča - Trešnjevo - Ulotina - Cecuni |

## Démographie

### Ville

#### Évolution historique de la population dans la ville
| 1948 | 1953 | 1961  | 1971 | 1981 | 1991 | 2003  |
| ---- | ---- | ----- | ---- | ---- | ---- | ----- |
| 894  | 899  | 1 007 | 994  | 941  | 933  | 1 073 |

En 2008, la population d'Andrijevica était estimée à 1 116 habitants.